# 1918-as rizslázadás

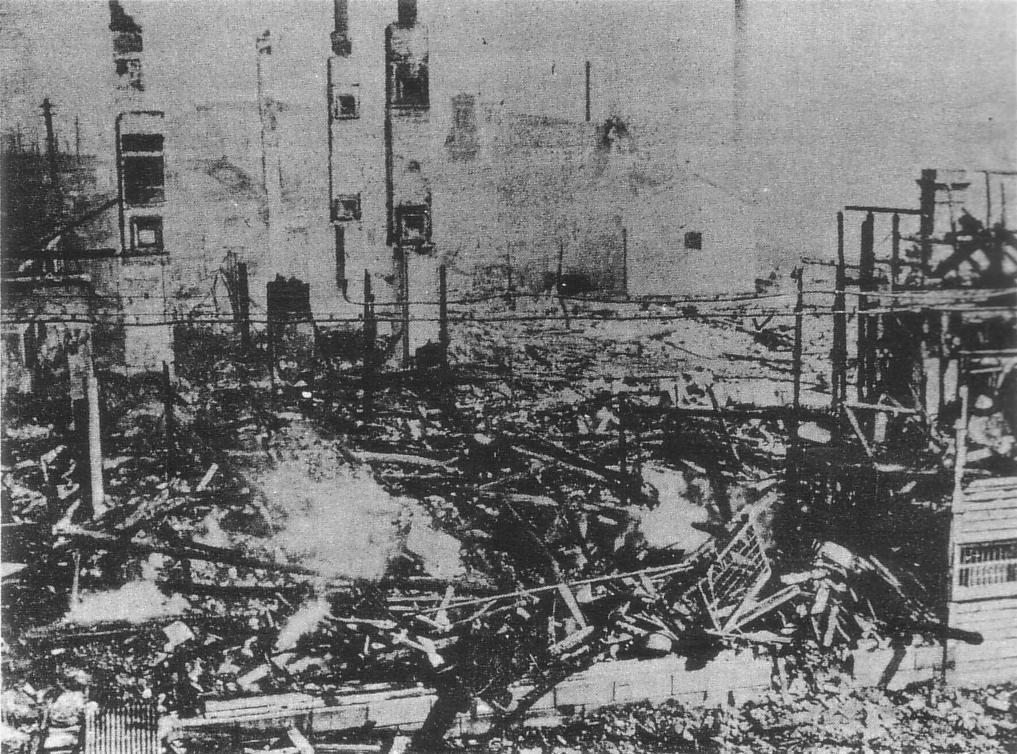
A Kobe városban található Szuzuki Soten a rizslázadás során, 1918. augusztus 11-én égett le

Az 1918-as rizslázadás (米騒動; Hepburn: kome sōdō) néven ismert zavargások 1918. július és szeptember között törtek ki Japánban. A zavargások eredményeként lemondott Teraucsi Maszatake miniszterelnök és kormánya.

## Okok
A zavargások elsődleges oka, mint azt a név is mutatja, a rizs magas ára volt. A japán rizstermelők mesterségesen alacsonyan tartott áron voltak kénytelenek eladni terméküket a kormányzatnak, ezért igen ellenséges érzésekkel viseltettek a felvásárlók, rizskereskedők és kormánytisztviselőkkel szemben. A rizs szabad piaci ára ennél jóval magasabb volt, ami viszont igen jelentős nehézségeket okozott a japán társadalomban, elsősorban vidéken, ahol a rizs volt az alapvető élelmiszer. A rizs áremelkedését részében az első világháborút követő inflációs hullám okozta, amely az egész japán gazdaságot sújtotta. Az infláció miatt szinte minden mezőgazdasági és ipari termék ára jelentősen megnőtt, azonban a helyzetet tovább rontotta, hogy a japán kormány nagy mennyiségű rizst vásárolt fel, hogy a hadsereget támogassa a szibériai intervenció során (amely része volt a szövetségeseknek a forradalmi Oroszország ellen vívott hadjáratának). A kormányzat nem avatkozott be a rizs piaci árának ugrásszerű emelkedésébe és a kezdetben vidéken kitört zavargások hamarosan átterjedtek a nagyobb városokra is.

## A zavargások
A rizslázadás egyedülálló jelenség a modern Japán történelemben mind méretét, mind kiterjedtségét, mind pedig az erőszak mértékét tekintve. Az első zavargás 1918. július 23-án tört ki a Tojama prefektúrabeli Úzu halászfaluban. A kezdetben békés tüntetés hamarosan erőszakos zendülésbe csapott át, sztrájkokkal, a rendőrállomások és kormányzati épületek felgyújtásával, illetve a tüntetők és a rendőrök közötti fegyveres összecsapásokkal. Szeptember közepére összesen 623 felkelés tört ki 38 nagyobb, 153 kisebb városban és 177 faluban, amelyekben összesen 2 millió fő vett részt. Mintegy 25 000 főt tartóztattak le, közülük 8200 fő ítéltek el különféle bűncselekmények elkövetéséért, a büntetések kisebb bírságtól a halálbüntetésig terjedtek.
Mivel nem avatkozott be időben és ezzel lehetővé tette a felkelés kiterjedését, a Teraucsi Maszatake miniszterelnök és kormánya teljes mértékben magára vállalta a felelősséget és 1918. szeptember 29-én lemondtak.
A rizslázadás részben befolyásolta a japán imperialista politikát is, mivel abban az időben a rizsföldeken megtermelhető mennyiség lényegesen kisebb volt, mint a japán népesség teljes igénye. Az ellátási nehézségek megszüntetése érdekében a japán megszállás alatt álló Tajvan szigetén és Koreában intenzíven fejlesztették a rizstermesztést.